# Rhyacophila riedeliana
Rhyacophila riedeliana är en nattsländeart som beskrevs av Lazar Botosaneanu 1970. Rhyacophila riedeliana ingår i släktet Rhyacophila och familjen rovnattsländor. Inga underarter finns listade i Catalogue of Life.